# Cascadia Főiskola
A Cascadia Főiskola az USA Washington államának Bothell városában, a Washingtoni Egyetem bothelli campusával közös helyszínen működik. 2014 előtt neve Cascadia Közösségi Főiskola volt.
Az intézményt a Közösségi Főiskolák Innovációs Ligája a 12 Vanguard-főiskola egyikévé választotta. A Washington Monthly 2007-es rangsorában a második legjobb közösségi főiskolaként szerepel.
Alapfokú diplomát fenntarthatósági gyakorlatok és mobilalkalmazás-fejlesztés szakokon kínálnak.
Az intézmény a Felsőoktatás Fenntarthatóságának Javításáért Szövetség 2018-as és 2019-es fenntarthatósági indexeiben kültér kategóriában az első helyen szerepel.

## Fordítás
- Ez a szócikk részben vagy egészben  a   Cascadia College című angol Wikipédia-szócikk ezen változatának fordításán alapul.  Az eredeti cikk szerkesztőit annak laptörténete sorolja fel. Ez a jelzés csupán a megfogalmazás eredetét és a szerzői jogokat jelzi, nem szolgál a cikkben szereplő információk forrásmegjelöléseként.